# Republic (Washington)
Pour les articles homonymes, voir Republic.
La ville de Republic est le siège du comté de Ferry, situé dans l'État de Washington, aux États-Unis. Sa population s’élevait à 1 073 habitants lors du recensement de 2010, estimée à 1 062 habitants en 2017.

## Source
- (en) Cet article est partiellement ou en totalité issu de l’article de Wikipédia en anglais intitulé « Republic, Washington » (voir la liste des auteurs).

1. ↑  « Population and Housing Unit Estimates » (consulté le 24 mars 2018)
2. ↑  Bureau du recensement des États-Unis, « Census of Population and Housing » (consulté le 4 octobre 2013)
3. ↑  « Population Estimates » [archive du 19 octobre 2016], Bureau du recensement des États-Unis (consulté le 13 juillet 2016)